# Улица Якушева
Улица Якушева (ранее — Змеиногорская) — улица в Октябрьском районе Новосибирска. Представляет собой два уличных фрагмента: первый начинается от Т-образного перекрёстка с улицей Маковского, пересекает улицы Сакко и Ванцетти, Восход и прерывается на Т-образном перекрёстке с улицей Бориса Богаткова; второй — от Т-образного перекрёстка с улицей Грибоедова, пересекает Коммунстроевскую, несколько безымянных улиц и заканчивается среди малоэтажных домов, из которых полностью и состоит эта часть улицы.

## История
Змеиногорская и расположенные рядом с ней улицы (Павловская, Зыряновская, Локтевская, Сузунская, Гурьевская), вероятнее всего, были названы в честь поселений и рудников Алтайского горного округа, который управлялся Кабинетом Его Величества.
Со временем из-за образования промышленной зоны и активной застройки этой территории улица стала короче, некоторые кварталы исчезли, а в нумерации домов появились существенные адресные пробелы.
В 1966 году улицу переименовали в честь Селиверста Якушева, революционера и организатора Новосибирской шоколадной фабрики.

## Архитектура

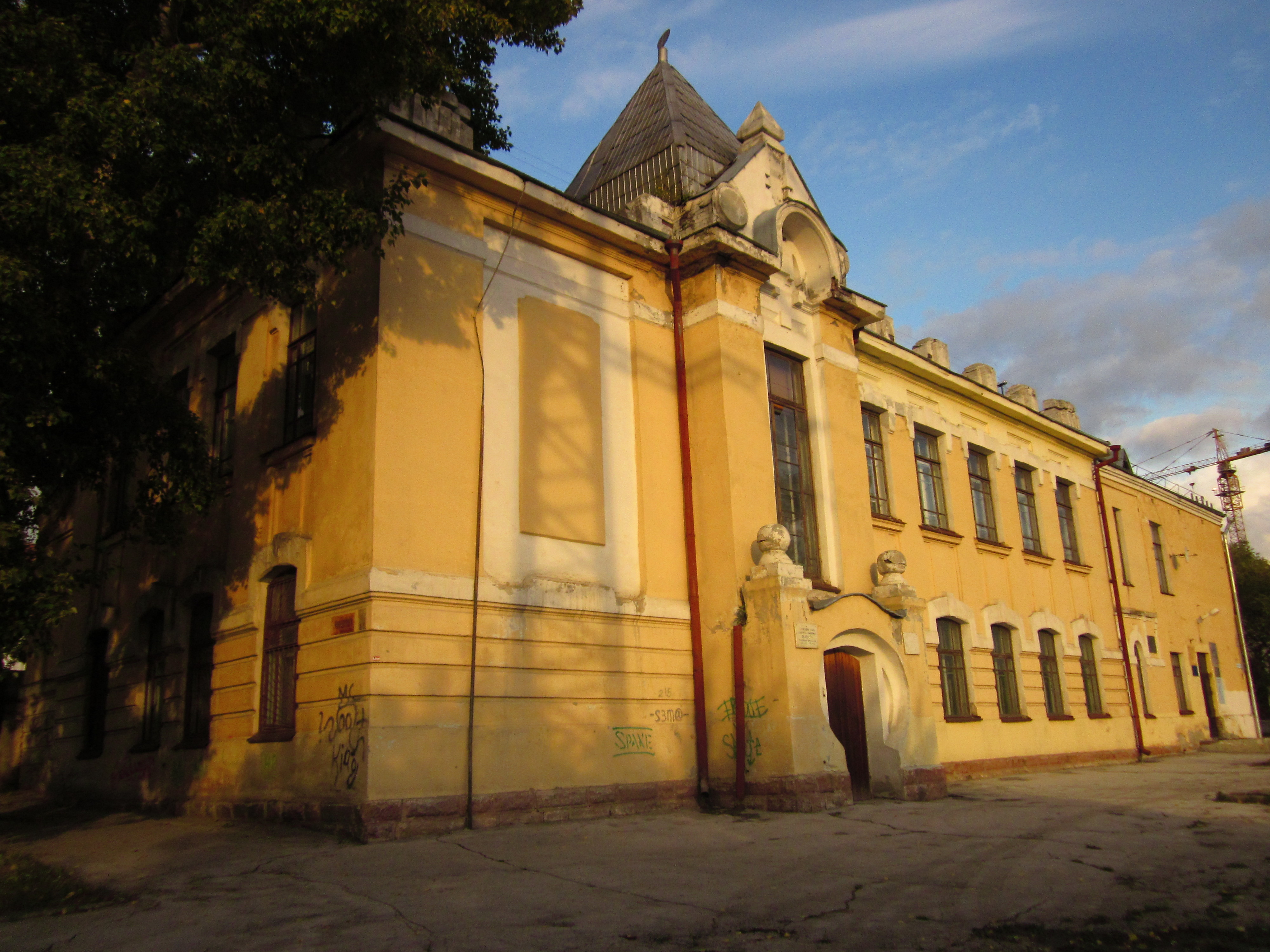
Городское начальное училище.

- Городское начальное училище — одна из школ, построенных Андреем Крячковым в 1909—1912 годах. Памятник архитектуры регионального значения[4][5]

- Комплекс зданий станции Ново-Николаевск — четыре кирпичных здания, одно из которых находится на улице Декабристов. Включены в перечень региональных исторических памятников в 2016 году. Построены в 1912—1915 годах при станции Ново-Николаевск (сейчас — Новосибирск-Южный) для семей железнодорожных рабочих[6].

## Организации
- Городская клиническая больница скорой медицинской помощи № 2
- Новосибирский автотранспортный колледж